# Radovčići (Chorwacja)
Radovčići – wieś w Chorwacji, w żupanii dubrownicko-neretwiańskiej, w gminie Konavle. W 2011 roku liczyła 228 mieszkańców.